# Yesterday (Beatles-dal)
A Yesterday a The Beatles együttes egyik legismertebb dala. A dal szerzője Paul McCartney, de Lennon–McCartney-szerzemény. A dal megjelent az 1965-ös Help! albumon, valamint az amerikai Capitol Records gondozásában ugyanebben az évben kiadták kislemezen is (B-oldalán az I'm Down című dallal). A brit piacra csak egy évtizeddel később, 1976-re jelent meg (B-oldalán az I Should Have Known Better dallal).
A dal az együttes első olyan műve, amelyen csak egyetlen tagja működik közre (Paul énekel és gitározik). A dal annyira népszerű, hogy a Guinnes Rekordok Könyve szerint ez a legtöbbször feldolgozott dal a világon (kb. 3000 feldolgozása létezik). Valamint a 20. század során 7 millió hivatalos előadása volt a dalnak. 1999-ben a BBC Radio 2 szavazásán ez lett a 20. század legjobb dala, amit egy évvel később az MTV és a Rolling Stone magazin is megszavazott. 1997-ben a dalt beválogatták a Grammy Hall of Fame hangfelvételgyűjteményébe. 2004-ben a Rolling Stone Minden idők 500 legjobb dala listáján a 13. helyet kapta.  A dal 1965-ben elnyerte az Ivor Novello-díjat.

## A dal megírása
A dallamot McCartney elmondása szerint Jane Asher Wimpole Street-i otthonában írta meg. A dallama "álmában fogalmazódott meg", majd a reggeli kelést követően a zongorájához ült, hogy lejátssza a dallamot.(habár egyes zenetudósok megállapítása szerint a dal hasonlít Ray Charles Georgia on My Mind vagy Nat King Cole Answer Me My Love című szerzeményére. Lilli Greco olasz zenész szerint McCartney egy 1895-ös nápolyi dal, a Piccere dallamát lopta el.)Sokáig pihenni hagyta a dalkezdeményt, hogy meggyőződjön arról nem koppintotta-e valahonnan. Ezzel kapcsolatban így emlékezett vissza McCartney: “Heteken át kérdezgettem a zeneiparban dolgozó ismerőseimet, hallották-e valaha. Az egész olyan volt, mint egy rendőrségi ügy. De miután senki nem ismerte, egy idő után úgy döntöttem, az enyém” Ezután látott neki a dal szövegének megírásához,aminek eredeti munkacíme Scrambled Eggs volt és eredeti sorai sem igazán illettek egy ballada hangulatához ("Scrambled eggs / Oh, my baby, how I love your legs / Not as much as I love scrambled eggs").
George Martin producer azonban úgy emlékszik, hogy Paul a dallamot már az együttes 1964-es párizsi turnája során, a George V hotelben található zongorán is pötyögtette. Ekkor győzte meg őt, hogy legyen a dal címe Yesterday, de azt Paul túl banálisnak találta.
A dalt a Help! film forgatása alatt is tökéletesítette. A film rendezőjét, Richard Lester-t nagyon idegesítette amikor forgatás közben Paul egy zongorán játszotta el az ismert dallamot.  A végső szövege 1965 májusában öltött formát, amikor Paul Jane Asherrel ment a portugáliai Albufeiran nyaralni. Ekkoriban a The Shadows gitárosa, Bruce Welch nyaralójában lakott. Sőt gitárját is kölcsönkérte komponáláshoz. Itt lezongorázta a dalt és rájött, hogy az eredeti szöveg alapján a kezdősorba jól illene a yesterday szó, mivel arra az "ay" végződése miatt könnyebb lenne rímet találni (pl. suddenly). A dalszövegben az "I Said something wrong" rész pedig utalás Paul elhunyt édesanyja, Mary elvesztésére. A dal júniusi demóváltozata eredetileg fel lett ajánlva Chris Farlowe-nak is,hogy feldolgozza, de ő "túl nyálasnak" vélte a dalt. A dal címe pedig John Lennontól származik.

## A dal felvételei

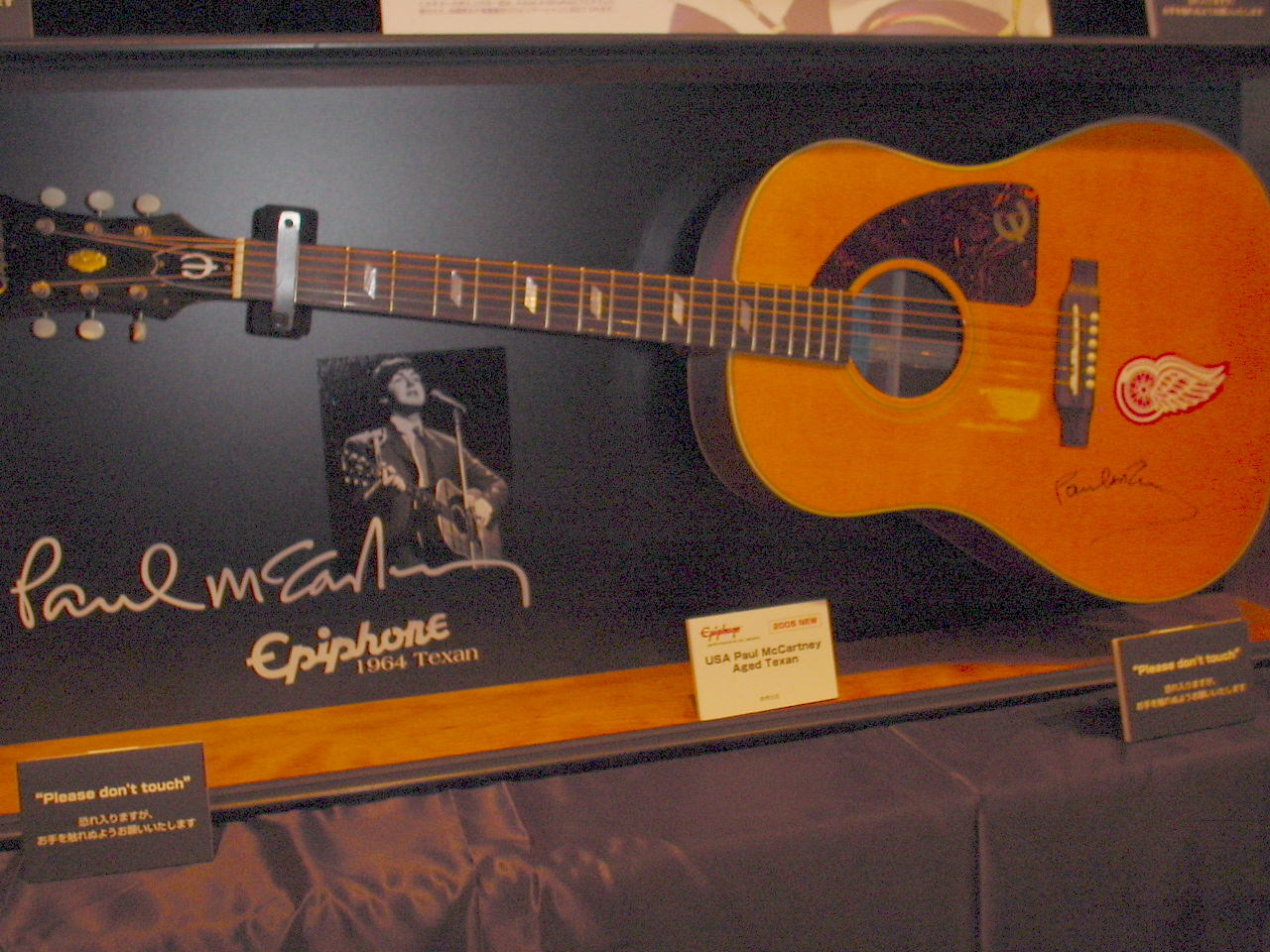
Egy Epiphone Texan típusú gitár másolata. Paul McCartney is egy ehhez hasonlóan játszotta el a dalt.

A dalt 1965. június 14-én kezdték el rögzíteni, az I'm Down felvételeit követően és négy nappal McCartney 23. születésnapja előtt. Ekkor játszotta le a dallamot a producernek és az együttes többi tagjának is. Ő nekik a dal nagyon elnyerte a tetszésüket, azonban fogalmuk se volt ehhez milyen zenei alapot tudnának eljátszani. Végül úgy döntöttek, hogy Paul egyedül egy Epiphone Texan márkájú gitáron játssza el a dalt. Az F-dúrban hallható gitárszólót két alkalommal rögzítették. Az első felvétel elején lehet hallani George Harrison hangját is, amint akkordokról beszél. Emellett McCartney téveszt is egyet (felcseréli a második és harmadik sorokat), amit visszafojtott nevetéssel ad elő. Ez a változat megtalálható az Anthology 2 válogatásalbumon.
Három nappal később (az Act Naturally fevétele előtt), George Martin azzal az ötlettel állt elő, hogy a dalt egy vonóskvartettel (három hegedű, egy cselló)  egészítené ki. McCartney azonban nemtetszését fejezte ki az ötlet, sőt követlete, hogy a vonósok ne alkalmazzanak a felvétel alatt vibrátort. Végül abban egyeztek meg, hogy a szerző maga írja a középrész negyedik ütemében a gordonkamotívumot (ez a végleges számban 1:25 és 1:27 között hallható), valamint az utolsó strófában hegedűn a kitartott, magas A hangot. Végül is ezzel a dallal kezdődött el az együttes történetében az az időszak, amikor nagy jelentőséget tulajdonítottak a klasszikus hangszerekkel való színezésnek.

## Megjelenés és és élőben
A dal megjelenésével kapcsolatos kérdéssel George Martin így nyilatkozott: "Szóval nem igazi Beatles-szám volt ez, és beszéltünk is róla Brian Epsteinnel: "Tudod ez Paul dala... ne nevezzük az ő szerzeményének? – kérdeztem. "Nem, semmivel nem oszthatjuk meg a Beatlest" – felelte." Valamint az együttes is úgy döntött, hogy nem illik bele a bandáról festett képbe, így nem adják ki Nagy-Britanniában kislemezként és emiatt került a Help! album B oldalának utolsó előtti számaként.
A dalt 1965. szeptember 13-án adták ki kislemezen az amerikai piacra, ahol négy hétig vezette a slágerlistát. Hét hónappal később pedig az angol Yesterday középlemezen töltött a szám nyolc hetet a brit slágerlistákon. A Parlophone kiadó csak 1976. március 8-án adta ki a brit piacon a dalt kislemez formátumon (ekkor az 8. helyet ért el).
Habár a dal lemezbeli hangzását nem tudták rekonstruálni, a Beatles többször is előadta a dalt az 1965-ös és 1966-os turnéik során. 1965. augusztus 1-jén Blakcpoolban, az ABC Theatre-ben a Blackpool Night Out című TV-ben sugárzott élő fellépésen adták elő a dalt (úgy, hogy az még meg se jelent). 1965. szeptember 12-én a The Ed Sullivan Show-ban is előadták a dalt (ami utolsó élő megjelenésük volt a műsorban), az amerikai kislemez megjelenése előtti napon. Az 1965 decemberi angol turnék első felében a dalt Paul egy elektromos orgona kíséretében adta elő. Az 1966-os nyári turnék állomásai során pedig John, Paul és George gitárszólamai imitálták a vonósnégyest. McCartney az együttes felbomlása után előadta a Wings együttes turnéin is 1975, 1976 és 1979 során, majd 1990 óta a szólókoncertjein is. A dal megjelent 1984-es Give My Regards to Broad Street című albumán is.

## Közreműködött
Ian MacDonald szerint:
- Paul McCartney – ének, akusztikus gitár
- Tony Gilbert, Sidney Sax – hegedű
- Kenneth Essex – brácsa
- Francisco Gabarro – gordonka